# Уитчер, Мэри
Мэ́ри Уи́тчер (англ. Mary Whitcher; 31 марта 1815 — 6 января 1890) — американская шейкерская писательница, поэтесса, учительница и управляющая.

## Биография
Родилась 31 марта 1815 года в городе Лоренс (англ. Laurens) округа Отсего штата Нью-Йорк. Была младшей из четырёх детей в семье, у неё были две старшие сестры и брат. Когда Уитчер было 11 лет, её семья переехала в деревню шейкеров Кентербери (англ. Canterbury Shaker Village) в штате Нью-Гэмпшир. Участок земли в 100 акров (40 га), где располагалась эта деревня, раньше принадлежал дедушке Мэри — Бенджамину Уитчеру (Benjamin Whitcher), который в 1782 году передал его «Объединённому сообществу верующих во Второе Пришествие Иисуса Христа» для создания новой коммуны.
В 1826 году Мэри Уитчер официально вступила в общину шейкеров Кентербери, и осталась в ней до конца жизни. Там девушка достигла заметных успехов, и со временем стала Старшей Сестрой духовной семьи, была «кухонной диакониссой» и преподавателем в общинной школе. По сведениям из сельскохозяйственного журнала The Farmer's Monthly Visitor, в 1839 году, когда Уитчер было 25 лет, она уже обучала девочек коммуны Кентербери. Мэри Уитчер около двадцати лет проработала на руководящих должностях в этой коммуне, и её даже признали идеальной шейкеркой.
Затем Уитчер продвинулась ещё выше и вошла в состав Духовенства (англ. Ministry) шейкерской епархии, объединяющей коммуны Кентербери и Новый Энфилд. Это Духовенство состояло из двух Старших Братьев и двух Старших Сестёр, Уитчер была одной из них.
Умерла 6 января 1890 года в возрасте 74 лет 9 месяцев и 6 дней — такой возраст был указан в её некрологе, опубликованном в шейкерском журнале The Manifesto.

## Творчество
Мэри Уитчер была также известным автором шейкерской литературы, писала как стихи, так и прозу. Историк Чарльз Эдсон Робинсон (англ. Charles Edson Robinson) среди её стихотворений выделяет «Снежную бурю» (The Snow Storm), «Первую утреннюю мысль» (First Morning Thought) и «Уверенность» (Assurance):
| Assurance Who hath a God, hath all the world beside In which to live and move and to abide; But he who trusteth not to power divine, Doth well distrust beyond the scenes of time. | Уверенность У кого есть Бог, пред тем весь мир — Чтобы в нём жить, двигаться и выдержать; Но тот, кто полагается не на божественную силу — Очень разочаруется за сценой времени. |

Но известность в масштабах страны ей принесла книга по домоводству Mary Whitcher's House-Keeper. В этой книге было всего 34 страницы, но на них Уитчер сумела уместить и кулинарные рецепты, и медицинские, и некоторые принципы шейкерской философии, а на обложке был  портрет автора. Кроме рецептов приготовлений пищи, Уитчер составила режим питания на неделю, обеспечивающий в разные дни разнообразную пищу, что было новым для Новой Англии XIX века. Эта брошюра стало первой напечатанной шейкерской поваренной книгой. Первое издание было отпечатано в Бостоне в 1882 году; в нём также давалась краткая история шейкеров. 

## Пояснения
1. ↑  англ. kitchen deaconess — видимо, так у шейкеров называлась главная повариха или заведующая кухней.